# 安東巌
安東 巖（あんどう いわお、1939年〈昭和14年〉 - ）は、日本の社会運動家。宗教家。生長の家本部講師。

## 経歴
佐賀県鳥栖市出身。高校2年の時に肺動脈弁狭空症を発症。以後7年間、寝たきりの生活を送るが、生長の家の教えである「人間神の子。本来、病なし」に触れて信仰生活に入った結果、回復。25歳の時に復学し卒業。
1966年、長崎大学に入学し椛島有三と共に長崎大学学生協議会を結成。同協議会は後に大分大学などと共に全国学生自治体連絡協議会と発展する。大学を卒業後は生長の家で専従職員を経て政治局政治部長・本部講師などを歴任。

## 著書
- 『わが思い ひたぶるに』（生長の家青年会、1980年）